# 真寵
是一部於2018年上映，並由愛爾蘭、英國及美國聯合製作的黑色幽默驚悚歷史傳記式劇情片，由尤格·藍西莫執導，黛博拉·戴維斯（Deborah Davis）及托尼·麥克納馬拉擔任編劇。電影設定於18世紀初的英國，劇情探討了一對表姊妹之間的關係，兩人在背後的勾心鬥角，運用各種手段在宮廷謀利，並爭奪成為安妮女王最愛的寵兒。電影由奧莉薇雅·柯爾曼、艾瑪·史東、瑞秋·懷茲、尼可拉斯·霍特、喬·歐文和馬克·加蒂斯主演。拍攝於2017年3月至5月期間在赫特福德郡的哈特菲爾德莊園，以及薩里郡的漢普敦宮取景。
電影於2018年8月30日於第75屆威尼斯影展上進行全球首映，贏得評審團大獎和最佳女演員獎（柯爾曼）。隨後於2018年11月23日由福斯探照燈影業在美國發行，英國及愛爾蘭於2019年1月1日發行。電影在商業上取得重大的成功，在1,500萬美元的製作預算下獲得超過8,320萬美元的票房收入，並獲得好評，存其在劇本、執導方向、攝影、演技（特別是柯爾曼、史東及懷茲）、音樂、服裝設計及製作價值觀。
《爭寵》獲得多個獎項及提名，它在第72屆英國電影學院獎上獲得七項大獎，包括最佳英國電影、最佳原創劇本、最佳女主角（柯爾曼）、最佳女配角（懷茲），以及12項提名的領先。獲得第91屆奧斯卡金像獎最佳電影等10項提名，跟《羅馬》同樣獲得最多提名，赢得最佳女主角奖。其他榮譽包括贏得1項金球獎及10項英國獨立電影獎。

## 劇情
1708年，英國跟法國正在交戰，而安妮女王（奧莉薇雅·柯爾曼 飾）正在王位上。安妮女王身體虛弱，對執政沒甚麼興趣，她反而喜歡如賽鴨一樣的古怪活動，以及跟她的17隻兔子一起玩，每隻兔子都代表著她多年來失去的孩子。她的紅顏知己、心腹顧問，以及秘密情人—馬爾博羅公爵夫人莎拉·邱吉爾（瑞秋·懷茲 飾），透過她對女王的影響而有效地統治國家。莎拉努力控制安妮女王將戰爭繼續下去，而政敵托利黨領袖羅伯特·哈利（尼可拉斯·霍特 飾）則反對為戰爭提供資金而提議增加財產稅一倍。
與此同時，莎拉的貧窮年輕的表妹艾碧嘉·瑪莎姆（艾瑪·史東 飾）到宮廷尋找工作。艾碧嘉的地位受到了其嗜賭父親的玷污，他把自己的好名聲及女兒在紙牌遊戲中輸掉給一個德國人。最初艾碧嘉被迫在宮廷裡做一名洗碗女工，但是當她看到女王的情況後，她發現了一個既能討好莎拉，同時可以取悅安妮女王的機會：便自作主張覓得草藥來治癒女王正在發炎的腳，然而她最初因這個冒昧行為而受到莎拉的懲罰，但莎拉後來意識到此確實緩解了女王的痛苦時，她鬆了一口氣。為了感激，莎拉讓艾碧嘉成為她的司寝女官。
哈利很快接近艾碧嘉，希望利用她作為間諜，以了解莎拉的計劃，以及想想辦法以規避她的權威。艾碧嘉最初拒絕了他，但艾碧嘉很快便意識到安妮女王與莎拉之間秘密的女同性戀關係。由於她對女王同性戀傾向醜聞的著迷，她開始讓女王青睞自己，以成為女王的寵兒。
隨著莎拉專注於戰爭的國務，艾碧嘉跟安妮女王發展友誼，很快成為性伴。莎拉便開始意識到艾碧嘉的陰謀，並試圖將她送走。艾碧嘉在莎拉的茶裡下藥，導致她昏迷墜馬並被拖進森林，使她失蹤了好幾天。安妮女王認為莎拉暫時拋棄了她，是為了讓她嫉妒，故意讓艾碧嘉受寵，為她與第一代馬沙姆男爵（喬·歐文 飾）賜婚作為第一個獎勵，而這段婚姻讓艾碧嘉恢復了男爵家眷的崇高地位。
臉部受創並傷痕累累的莎拉從一家青樓裡醒來。當怒氣勃勃的她回到宮廷後就向安妮女王發出最後通牒：把艾碧嘉送走，或是她會公開跟女王的性關係。此事威脅著安妮女王與莎拉之間的關係。雖然莎拉在悔恨中自願把這封信燒掉，但她仍被解除職位並逐出宮廷。艾碧嘉隨即晉升為王室司庫，她意識到女王現在因為對莎拉的傷心而厭惡她，於是趁機指控莎拉犯有貪污錢財的罪行，使得莎拉與她的丈夫終於被流放海外。
艾碧嘉把莎拉打敗後不久，她對權慾和奢華的慾望開始如莎拉般膨脹。有一天，安妮女王在房間休息時，艾碧嘉故意腳踏女王其中一隻兔子，安妮女王懷疑那是艾碧嘉顯露真本性的惡作劇，她即時回應了艾碧嘉的虐待行為，抓住艾碧嘉的頭髮並命令她為其按摩雙腿，就如對待奴僕一般。

## 演員
- 奧莉薇雅·柯爾曼 飾 安妮女王
- 艾瑪·史東 飾 艾碧嘉·瑪莎姆（英语：Abigail Masham）
- 瑞秋·懷茲 飾 莎拉·邱吉爾
- 尼可拉斯·霍特 飾 羅伯特·哈利（英语：Robert Harley, 1st Earl of Oxford and Earl Mortimer），第一代牛津伯爵及莫蒂默伯爵
- 喬·歐文 飾 塞繆爾·馬沙姆（英语：Samuel Masham），第一代馬沙姆男爵
- 馬克·加蒂斯 飾 約翰·邱吉爾，第一代馬爾博羅公爵
- 詹姆斯·史密夫（英语：James Smith (actor)） 飾 西德尼·高多芬，第一代高多芬伯爵
- 約翰·托米（英语：John Tormey） 飾 隨行神職人員

## 製作

### 創作及發展
編劇黛博拉·戴維斯（Deborah Davis）早在1998年就為電影寫了劇本，她當時命名為《權力的平衡（The Balance of Power）》。戴維斯承認自己對女王以及跟莎拉和阿比蓋伊的關係一無所知，她說：「我對安妮女王的事情一無所知，我對這種關係也一無所知，所以我為自己設定了查找莎拉與安妮女王的任務。很快，我偶然發現了這個女權與女性三角戀故事。」戴維斯隨後彙編並研究了安妮女王，莎拉和阿比蓋爾所寫的信：
我做了很多研究，結果證明，這裡有豐富的原始資源。你有該時期的歷史記載。其中一個最好的資源是溫斯頓·邱吉爾，他寫了四部傳記，當中提及到關於其祖先馬爾堡公爵的故事，那些故事也涵蓋了女性三角戀的故事，以及安妮，莎拉與阿比蓋伊之間的關係。那裡有大量的資源。另一個當然是莎拉的回憶錄，她在那裡寫了她如何被阿比蓋伊取代了女王寵兒的地位，以及阿比蓋伊如何成為女王絕對寵兒的地位。
關於製作電影的過程，戴維斯說：「我在1998年寫了第一稿，而我對編劇劇本並沒有經驗。我到夜校裡學習，我把第一稿給塞西·登普西（Cecila Dempsey），她對此非常感興趣...她從未動搖過對這個項目的支持和熱情。」
製片人塞西·登普西擁有該劇本的初稿，並發現她自己被「這些女人的激情、生存本能，操縱以及她們如何求存」這些東西「纏繞」。然而，登普西在融資方面遇上困難，基於女同性戀的內容，以及缺乏男性代表，那些財務人員也認為此對市場具有挑戰性。差不多十年之後，製片人埃德·甘尼（Ed Guiney）掌握了劇本，同樣被複雜的情節及和三個女人之間的關係所吸引。「我們不想製作另一部英國古裝劇」，他指出：「（我們想要）一個感覺現代，以及互相關連及充滿活力的故事 — 而非出自博物館的東西」。
在此期間，甘尼認識到尤格·藍西莫，他的電影《非普通教慾》（2009年）於奧斯卡獎獲得「最佳外語片」的提名，並為未來執導電影而接觸他。藍西莫隨即對「這三個女人擁有影響數百萬人的力量」的這個想法產生了興趣，同時也發現故事「親熱」的情節。藍西莫隨後為了使劇本「清新」而開始跟編劇托尼·麥克納馬拉密切合作。2013年，製片人收到幾家公司的融資報價，當中包括了最終合作的電影4製作及航點娛樂（Waypoint Entertainment）。
2015年9月，電影公司宣布藍西莫將會執導電影，黛博拉·戴維斯及托尼·麥克納馬拉擔任編劇，電影被描述為「一個關於皇室淫穢和尖刻陰謀的故事，激情，嫉妒和背叛」。塞西·登普西、埃德·甘尼、利·麥基利（Lee Magiday）及安德魯·洛（Andrew Lowe）分別於猩紅電影公司和元素影業旗下擔任製片人。
此電影是尤格·藍西莫首次並非跟長期合作無間的編劇艾錫米斯·費利柏執導的電影，但藍西莫被戴維斯與麥克納馬拉的劇本吸引，並且跟「真人的三個角色認識了，我覺得這本身就是一個有趣的故事，但你也有機會去創造三個複雜的女性角色，這是你會很少看到的東西 。」在登普西跟藍西莫工作的關係中，她說：
他有一個非常特別的，包括視野的見解，他保留了並故意保存著它。他在各個層面都非常直覺的，選角如是。即使是聘請該部門，這也是同樣的過程... 你永遠永遠永遠不會說服到他做任何事，當你接受了這個，你就必須憑直覺或吸入他想要的東西，但是他有個非常特別的視野，而你只需要跟著它。
在電影以女同性戀為中心的三角關係，藍西莫說：「我的直覺從一開始就是這樣，我不希望這成為電影的問題，對我們而言，就像我們試圖從中得出一個觀點...我甚至不希望電影中的人物出現這問題。我只想把這三個女人當作人類來看待。同性別之間的關係並不重要。我在這個過程的很早時候就不再考慮這個問題了。」他還詳細闡述了「#MeToo運動」對電影的“積極”影響：「因為盛行普遍的男性凝視女性被描繪成家庭主婦，女朋友......我們的小小貢獻只是試圖展示她們像其他人一樣複雜，美妙和可怕。」

### 選角
2015年9月，電影公司宣佈艾瑪·史東、奧莉薇雅·柯爾曼和琦·溫斯莉將於電影演出，分別飾演阿比蓋伊·馬沙姆，安妮女王及莎拉·丘吉爾。2015年10月，瑞秋·懷茲頂替琦·溫斯莉演出角色。此電影是繼2015年的《單身動物園》後，藍西莫、奧莉薇雅·柯爾曼及瑞秋·懷茲的第二次合作。
2017年2月，尼可拉斯·霍特加入劇組，而喬·歐文隨後於2017年3月加入。2018年8月8日，馬克·加蒂斯，詹姆斯·史密斯（James Smith）和珍妮·蘭斯福（Jenny Rainsford）被宣佈為演員陣容的一部分。
選角對藍西莫來說至關重要，他形容這個過程為"本能"：「其中之一個就是當你認為自己是對的時候，無論如何你都需要堅持著。」柯爾曼是他對安妮女王的首個及唯一的選擇，她亦很樂意接受這角色，儘管她已於2012年的《總統別戀》中飾演伊利莎伯王太后。在琦·溫斯莉退出項目後，藍西莫向姬蒂·白蘭芝提出這角色，然而後者拒絕了。藍西莫問及史東，他只是從2011年喜劇《滾搞了愛情》中得知她跟一位方言教練一起工作。「這確保了我們能夠在想要工作的方式下，創造性地沒有口音成為障礙下自由工作...」藍西莫說。
柯爾曼說她發現飾演安妮女王是「一種快樂，因為她對一切都有感覺」。當被問到此角色是否只不過是一個任性的孩子時，她回答說：「她只是一個不自信的女人，以及不知道是否有人真正愛她。在她手上擁有太多權力和太多時間」，柯爾曼說安妮女王跟她從前飾演的女王之間的分別在於「其他女王並沒有愛上兩個辣妹」。懷茲把這部電影形容為喜劇，跟更有趣的和有性驅使的《慧星美人》互相比較，由於女主角較突出，考慮到她的角色是其職業生涯中「最富刺激性」，故吸引她參與這項目。史東起初對接受這個角色的態度猶豫不決，最初她認為阿比蓋伊是個「甜美的那種女孩，是個受害者，這些人的女僕...」但在讀過劇本後她改變了主意，最後懇求藍西莫給予試鏡的機會。史東最關心的問題是掌握她的口音：「那是1705年，距離我做過的任何時期角色都差不多300年。在幾個層面上都相當令人生畏 — 必須像英國人和不要伸出手指，就像一根酸痛的拇指般。」
儘管動態的角色比較少，霍特及歐文還是被這三位複雜女性角色所主導的電影吸引，二人仍然很有興趣參與其中，「這顯然非常及時有三個女主角，很高興能夠看到，因為它是如此罕見...」霍爾特說。他補充：「她們所飾演的角色之間的動態是如此美妙，因為它就是如此錯綜複雜，和難以準確理解究竟是誰想要從這場愛情權力鬥爭中得到甚麼，能夠看到真是太好了。」歐文也有類似的觀點：「我認為，有一部由三位女士牽頭的電影是不尋常的，而這三位女性的天賦如此令人難以置信，作為表演者和人們來說都很大方，並與她們共度時光，和與她們在一起時，人人都有很多樂趣。我很高興能成為它的一部分。很難像這樣的電影跟我們以前看到的完全不同，特別是對於這樣的導演，所以在其中任何一部分都很棒。」
在拍攝之前，藍西莫讓主要演員參與為期三周非正統的的排練過程。根據《紐約時報》的報導，演員們「試圖以繩索把自己束縛在一起時唸對白，從一塊地毯磚跳到另一塊，或在地板上扭動。」「他讓我們做各種各樣的事情，讓你無法思考你的對白意味著甚麼...」柯爾曼說 。根據懷茲的說法，另一項練習涉及演員們連接著臂膀以創造一個「人類椒鹽捲餅（human pretzel）。」她說：「某人的屁股在你的臉上，你的臉在別人的屁股上，而當時你正要說一段真正嚴肅，戲劇性場景的對白...」據史東說，藍西莫希望看到「在見不到的情況下，我們能夠感覺到對方有多少。」藍西莫自己說他相信排練能讓演員們「不要對自己太認真，透過以物理方式閱讀文字，然後在這個場景做完全無相關的事，只是舒服地愚弄他們自己。」

### 拍攝

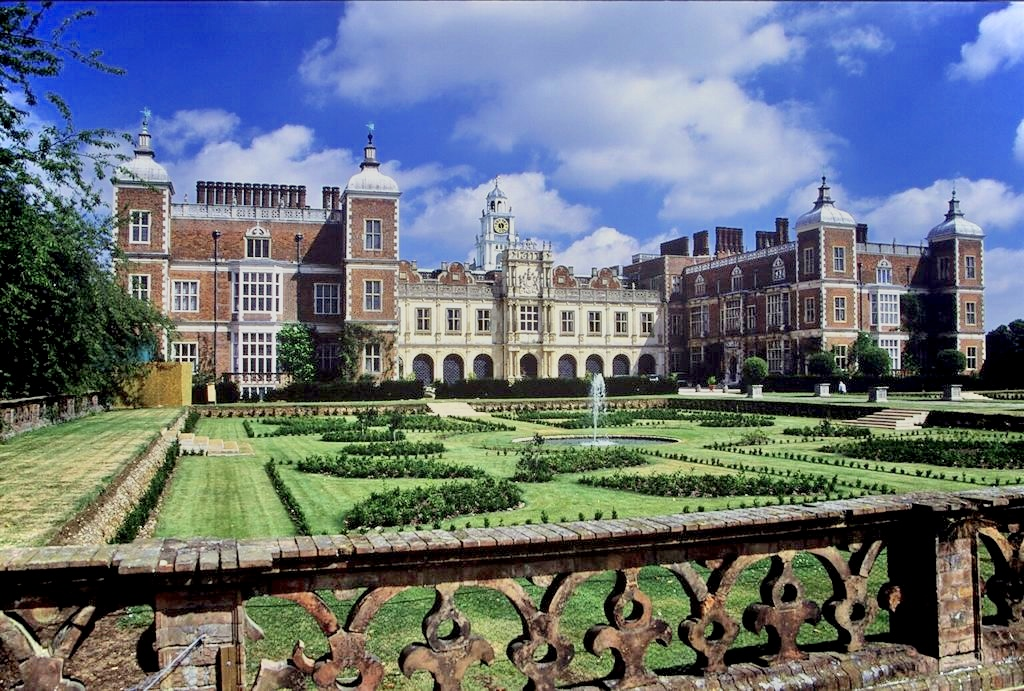
電影的大部分主體拍攝取景於赫特福德郡哈特菲爾德莊園。

主體拍攝預期於2016年春季開始，然而被推遲一年，在此期間藍西莫製作了《聖鹿獵殺》。
《爭寵》的主體拍攝在2017年3月於赫特福德郡哈特菲爾德莊園開始，拍攝於5月完成，合共拍攝了45天。關於他對哈特菲爾德莊園的選擇，藍西莫說：「從一開始，我就有這些孤獨角色在巨型空間的想像。」
製作設計師菲奧娜·克龍比（Fiona Crombie）於莊園的大廳裡的黑白大理石方格地板，以此作為電影調色板的靈感，並指「角色會走進一個房間，你會得到這個令人難以置信的廣角鏡頭 — 我們正在談論的是從地板到天花板到角落，你會看到"一切"。」莊園內的各個房間都進行了一些改動，特別是女王的房間，其中包括移除了繪畫，傢俱及其他裝飾品，以「把我們的語言融入其中」。電影跟眾多藍西莫的作品一樣，它實現了自然採光而非人工照明，事實證明這對晚間的場景來說是有些挑戰性，那些需要蠟燭光：「正如你想像的那樣，管理蠟燭有非常嚴格的協議...我們不得不使用大量的蠟燭捕手。但是管理哈特菲爾德莊園的人非常支持我們，我們商議再商議，我們都能夠完成我們想做的絕大部分工作。」
服裝設計師珊迪·鮑威爾（Sandy Powell）特別尋找藍西莫，她曾是其從前作品的粉絲，包括2009年《非普通教慾》及2011年的《阿伊卑斯》。對於阿比蓋伊，鮑威爾希望角色的服裝能反映其崛起之路。「我想給她家道中落的暴發戶那種俗氣，所以她的衣服會有點大膽和炫耀。這涉及更多樣式和有些黑白條紋...我想讓她從眾人當中脫穎而出，因為太努力了...」她說。儘管安妮女王在電影中大部分時間都穿著睡衣，因為她病了，鮑威爾希望她有一個「標誌性」的外觀，因此構造了一個由貂皮製成的長袍，並解釋說：
這是女王的儀式服裝中最女王的...我看過圖片和像它的實物，通常（這類型的服裝）會是純金、刺繡和以寶石裝飾的，所以我在想我還能做些甚麼來給它一個皇室的氣息呢？白鼬毛皮是與皇室有關，它經常用作少量的裝飾，所以我決定只是把它在裡面蓋著她。因為在影片的其餘部分，我讓她穿著睡衣，並不打算每天更衣。
鮑威爾雖然無意，但她為莎拉的「女性化」禮服及她的「男性化」和「過於男子氣的」休閒服裝，從她之前為1992年電影《美麗佳人歐蘭朶》中泰達·史雲頓的角色設計：「當時我沒想過，它只是潛意識。我認為兩部電影之間有相似之處，因為《美麗佳人歐蘭朶》是我的最後一部非傳統時期的電影，所以有相似性。」鮑威爾表示，藍西莫希望電影中的女性擁有自然的頭髮和臉部，但是他希望這些男性能有相當的化妝及大型假髮：「電影通常都是男性，女人只是背景中的裝飾，而我做了很多這樣的東西，所以這次女性成為電影的中心，而男人則是背景中的裝飾，所以這次被逆轉是相當不錯的事。當然，他們也有嚴肅、重要的部分，但我認為他們的無聊行為也相當有趣。」鮑威爾提供服裝，正如藍西莫要求的那樣，確保它們稱身，演員們並且沒有問題，她描述了他的導演風格：
他知道他想跟他的演員和他的攝影機一起獨處。很多時候我都不知道它會是怎樣的。即使你閱讀報章，你都不能夠真的說出來，直至全部都放在一起...但當它們匯集在一起的時候，你當然是會把這一切聚集在一起，他知道自己確實正在做甚麼。我們都是拼圖的一部分，而他會把所有小塊拼在一起。
對電影攝影師羅比·萊恩來說拍攝最具挑戰性的方面就是不使用斯坦尼康（Steadicam）下試圖捕捉液態相機的動態：
我們探索了很多方法在非使用斯坦尼康下進行流暢的鏡頭動態，他早前給我看一部名為《不安》的1983年電影...他想嘗試向我們灌輸拍攝《爭寵》的方式，但這樣做真的很難。因為那些服裝及其物質性都是不可能的。因此我們試圖想出一種盡可能像相機一樣流暢的方法。我們想出了一些有趣的裝備 — 我們探索了不同的平衡環鑽井設備和類似的東西。
藍西莫鼓勵萊恩在大多數拍攝中使用魚眼鏡及廣角鏡，萊恩認為這些鏡頭為這個故事作出了重大貢獻：
廣角鏡是雙向的，它透過向你展示整個房間及分隔在狹小空間裡的角色...你會感到無法逃脫。我認為這部電影的某個評論說它就像一個遊樂場變成了戰場再變成監獄。我認為這是對電影中透過這些人物相遇作非常好的解釋。我認為廣角鏡同樣非常不可或缺的。

## 發行
2017年5月，福斯探照燈影業獲得電影的分銷權。其待定于2018年11月23日上映。
由于2019年3月福斯集团被迪士尼并购，该片也成为福斯探照灯发行的最后兩部电影之一。

## 評價
爛番茄根據258條評論，該片持有94%的新鮮度，平均得分為8.5／10。在Metacritic上，電影獲得了90分。
2023年8月，本片在爛番茄整理「2010年代最佳50部喜劇」的排行榜，位居第6名。

## 獎項
| 第75届威尼斯影展     | 金獅獎               | 《真寵》                                                                       | 提名 |
| 第75届威尼斯影展     | 評審團大獎           | 《真寵》                                                                       | 獲獎 |
| 第75届威尼斯影展     | 酷兒獅獎             | 《真寵》                                                                       | 提名 |
| 第75届威尼斯影展     | 最佳女演員獎         | 奧莉薇雅·柯爾曼                                                                | 獲獎 |
| 第72屆英國電影學院獎 | 最佳影片             | 塞奇·鄧普斯、艾德·圭奈、尤格·藍西莫和李·麥格戴                                 | 提名 |
| 第72屆英國電影學院獎 | 最佳英国电影         | 尤格·藍西莫、塞奇·鄧普斯、艾德·圭奈、李·麥格戴、黛博拉·戴維斯和托尼·麥克納馬拉 | 獲獎 |
| 第72屆英國電影學院獎 | 最佳导演             | 尤格·藍西莫                                                                    | 提名 |
| 第72屆英國電影學院獎 | 最佳原创剧本         | 黛博拉·戴維斯和托尼·麥克納馬拉                                                 | 獲獎 |
| 第72屆英國電影學院獎 | 最佳女主角           | 奧莉薇雅·柯爾曼                                                                | 獲獎 |
| 第72屆英國電影學院獎 | 最佳女配角           | 艾瑪·史東                                                                      | 提名 |
| 第72屆英國電影學院獎 | 最佳女配角           | 瑞秋·懷茲                                                                      | 獲獎 |
| 第72屆英國電影學院獎 | 最佳摄影             | 羅比·萊恩                                                                      | 提名 |
| 第72屆英國電影學院獎 | 最佳美术指导         | 費歐娜·克羅比和艾莉絲·費爾頓                                                   | 獲獎 |
| 第72屆英國電影學院獎 | 最佳服装设计         | 桑迪·鮑威爾                                                                    | 獲獎 |
| 第72屆英國電影學院獎 | 最佳化妆与发型设计   | 納迪亞·史黛西（Nadia Stacey）                                                  | 獲獎 |
| 第72屆英國電影學院獎 | 最佳剪辑             | 尤格·馬夫羅帕薩里迪斯                                                          | 提名 |
| 第91屆奧斯卡金像獎   | 最佳影片             | 《真寵》                                                                       | 提名 |
| 第91屆奧斯卡金像獎   | 最佳導演             | 尤格·藍西莫                                                                    | 提名 |
| 第91屆奧斯卡金像獎   | 最佳女主角           | 奧莉薇雅·柯爾曼                                                                | 獲獎 |
| 第91屆奧斯卡金像獎   | 最佳女配角           | 艾瑪·史東                                                                      | 提名 |
| 第91屆奧斯卡金像獎   | 最佳女配角           | 瑞秋·懷茲                                                                      | 提名 |
| 第91屆奧斯卡金像獎   | 最佳原創劇本         | 黛博拉·戴維斯（Deborah Davis）和托尼·麥克納馬拉                                | 提名 |
| 第91屆奧斯卡金像獎   | 最佳攝影             | 羅比·萊恩                                                                      | 提名 |
| 第91屆奧斯卡金像獎   | 美術設計             | 費歐娜·克羅比（Fiona Crombie）和艾莉絲·費爾頓（Alice Felton）                  | 提名 |
| 第91屆奧斯卡金像獎   | 服裝設計             | 桑迪·鮑威爾                                                                    | 提名 |
| 第91屆奧斯卡金像獎   | 最佳剪輯             | 尤格·馬夫羅帕薩里迪斯                                                          | 提名 |
| 第76届金球奖         | 最佳音乐喜剧类影片   | 《真寵》                                                                       | 提名 |
| 第76届金球奖         | 最佳音乐喜剧类女主角 | 奧莉薇雅·柯爾曼                                                                | 獲獎 |
| 第76届金球奖         | 最佳女配角           | 艾瑪·史東                                                                      | 提名 |
| 第76届金球奖         | 最佳女配角           | 瑞秋·懷茲                                                                      | 提名 |
| 第76届金球奖         | 最佳编剧             | 黛博拉·戴維斯和托尼·麥克納馬拉                                                 | 提名 |

## 外部連結
- 官方网站
- 互联网电影数据库（IMDb）上《真寵》的资料（英文）
- Metacritic上《真寵》的資料（英文）
- 爛番茄上《真寵》的資料（英文）
- 豆瓣电影上《真寵》的資料 （简体中文）